# Max Euweplein (Amsterdam)

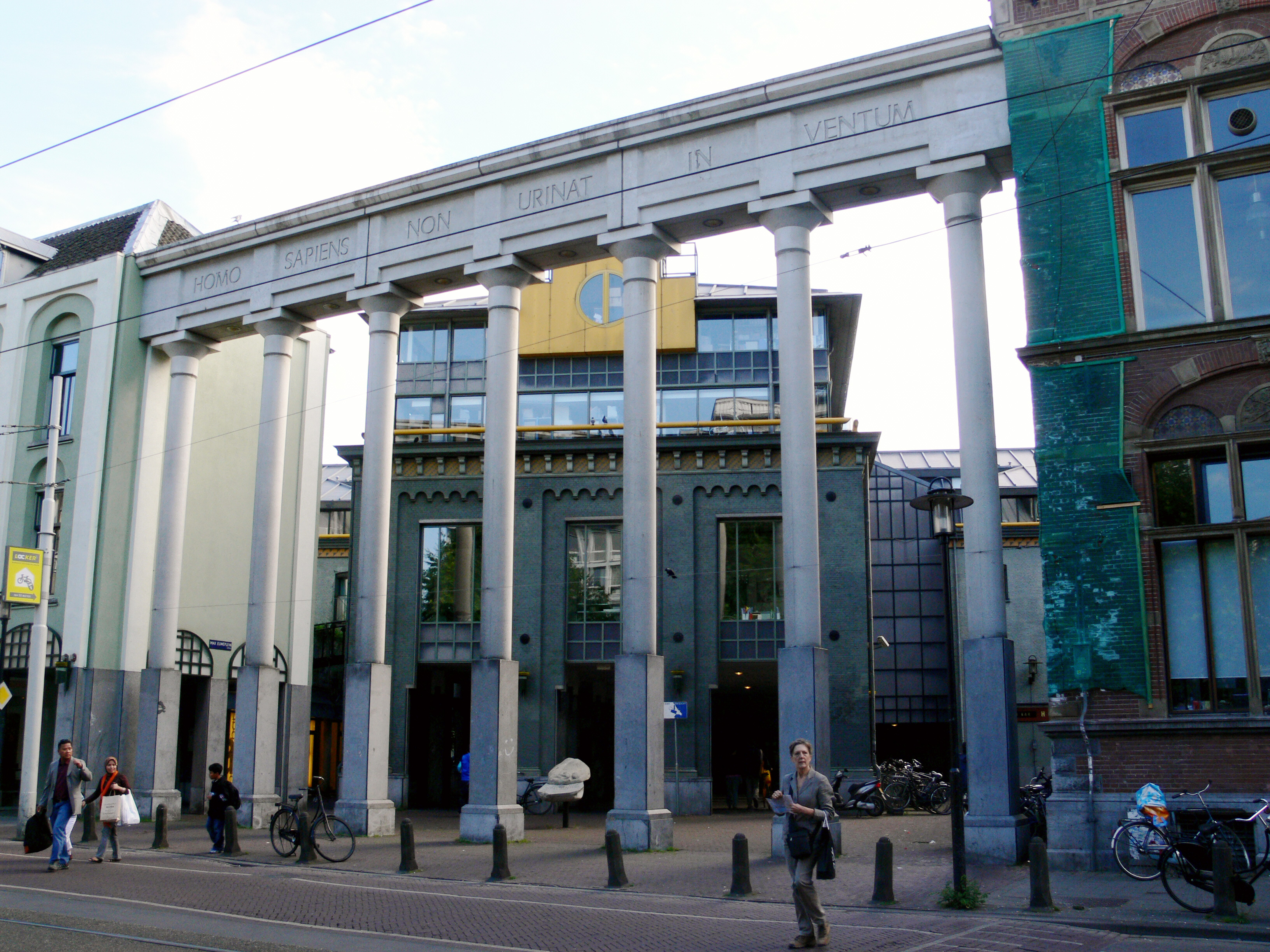
Colonnade in 2008

Het Max Euweplein is een plein in Amsterdam-Centrum. 

## Geschiedenis en ligging
Het ronde plein is gebouwd op de luchtplaats van het voormalige Huis van Bewaring aan de Weteringschans. Bij de herontwikkeling van het wijkje richtte architect Pieter Zaanen en Kees Spanjers de terreinen in voor woningbouw met winkels en horeca. Zij kregen daarbij een geschil met de Dienst Openbare Ruimte die een rechthoekig ingericht plein wilde, maar de architecten voorzagen dat de Amsterdamse verkeersdeelnemers toch de kortste route zouden kiezen. Het plein werd rond met een daaroverheen slingerend fietspad. Het plein kreeg per raadsbesluit van 26 juni 1991 haar naam, een vernoeming naar schaakgrootmeester en wiskundeleraar Max Euwe. Een eerder geopperde naam Fortunaplein sneuvelde, burgemeester Ed van Thijn was schaakliefhebber. Meerdere steden hebben een straat of plein naar Euwe vernoemd (Haarlem, Rotterdam etc.).
Het plein is alleen toegankelijk voor voetgangers en fietsers. Aan de zuidwestzijde sluit het plein via de Hein Donnerbrug aan bij het Vondelpark en de Stadhouderskade/Singelgracht. Anderzijds heeft het een aansluiting bij de Weteringschans en het Kleine-Gartmanplantsoen. Nooddiensten kunnen via de eerder genoemde Hein Donnerbrug van Spanjers het plein bereiken.
Daar waar het Max Euweplein de Singelgracht raakt, is onderdeel van beschermd gebied binnen Amsterdam (de kade van de Singelgracht).

## Gebouwen
De bebouwing aan het plein bestaat uit woningen, winkels en horeca. Deze laatste categorie maakt een relatief groot deel van de bebouwing. Het is een uitgaansgebied met onder andere het Hard Rock Cafe, een grand café, waarin enige tijd het Willy Alberti-museum gevestigd was, en een stand-upcomedy-café. In het aangrenzende voormalige Lido is het Holland Casino Amsterdam gevestigd. Boven de diverse clubs en cafés bevinden zich appartementen.
Sinds 1991 is het Max Euwe Centrum (MEC) aan het plein (huisnummer 30a) gevestigd. Gezien de bebouwing uit de jaren tachtig en negentig van de 20e eeuw is er nog geen monument aangewezen.
Aan de noordzijde staat het verbouwde Huis van Bewaring.

## Kunst
Op en rondom het plein is een aantal uitingen van kunst in de openbare ruimte te vinden:
- sinds begin: de toegang tot het plein vanaf de Weteringschans bestaat uit een neoklassieke colonnade met pilaren die een fries dragen met de tekst: Homo sapiens non urinat in ventum – een wijs man urineert niet tegen de wind in. Dit is potjeslatijn omdat het Latijn geen werkwoord urinare kent. De colonnade en tekst is afkomstig van Kees Spanjers, die nogal wat tegenwind ondervond in de samenwerking met de gemeente; het is tevens een protest tegen de teloorgang van kennis van de klassieke talen[3]
- sinds begin: twee kleine fonteinen die twee watertrappen rondom een terras stromen voeden; ontwerp van Pamela Schellekens
- sinds 1992: Gedenksteen voor het voormalig Huis van Bewaring van Pieter Zaanen
- sinds 1993: Tranen voor het verzet van Bernard Heesen
- sinds 1996: ter ere van Euwe is er in de bestrating een groot schaakbord aangebracht waarop men met extra grote schaakstukken kan schaken. Dit schaakbord werd in 1996 bedacht door de toen 10-jarige David van Zeggeren.[4] De schaakstukken werden getroffen door vandalisme; in 2019 moesten ze vervangen worden.
- sinds 7 mei 2004: een standbeeld van Max Euwe gemaakt door José Fijnaut op initiatief van de ondernemersvereniging

## Afbeeldingen

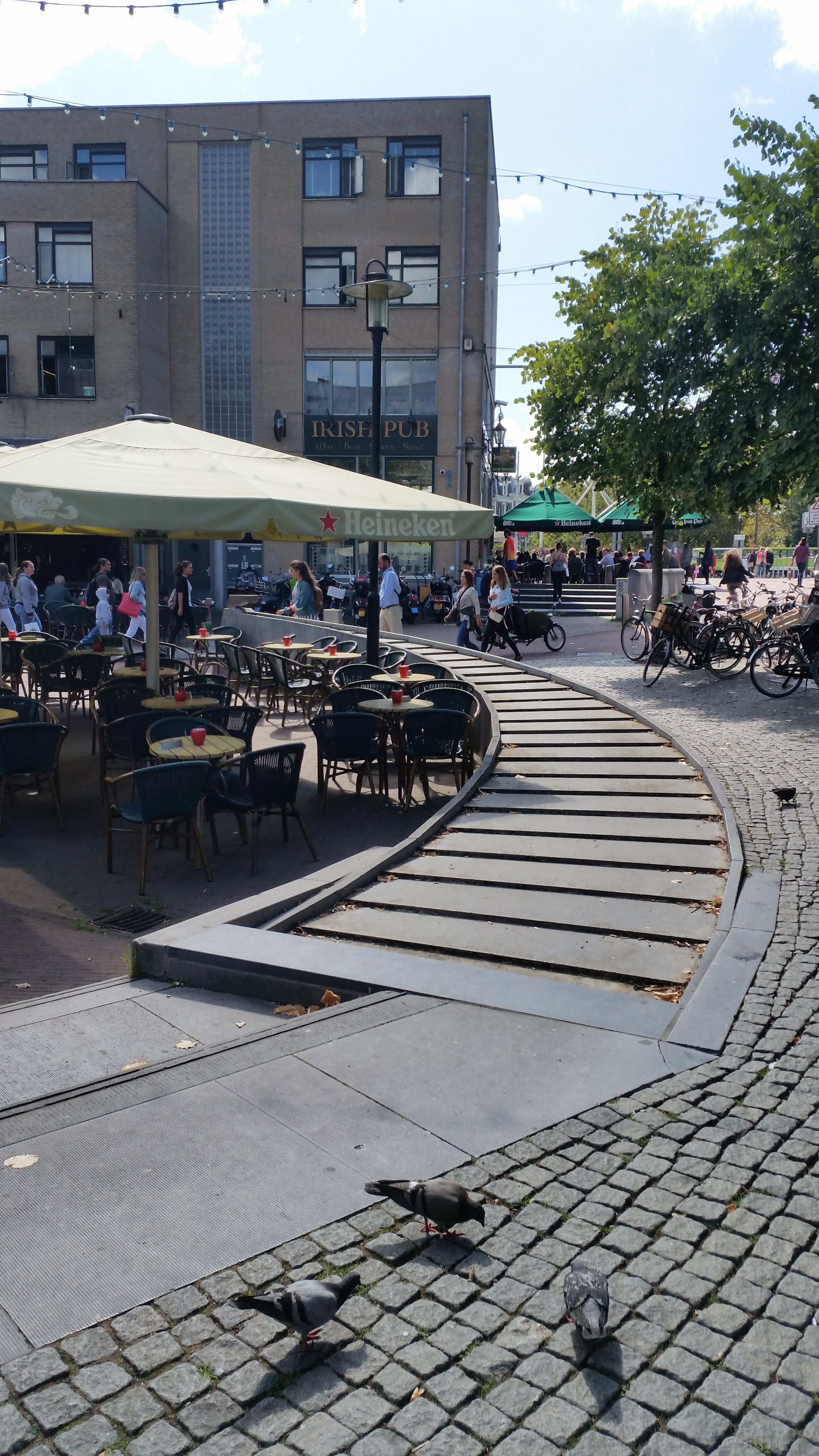
Watertrap (september 2019)
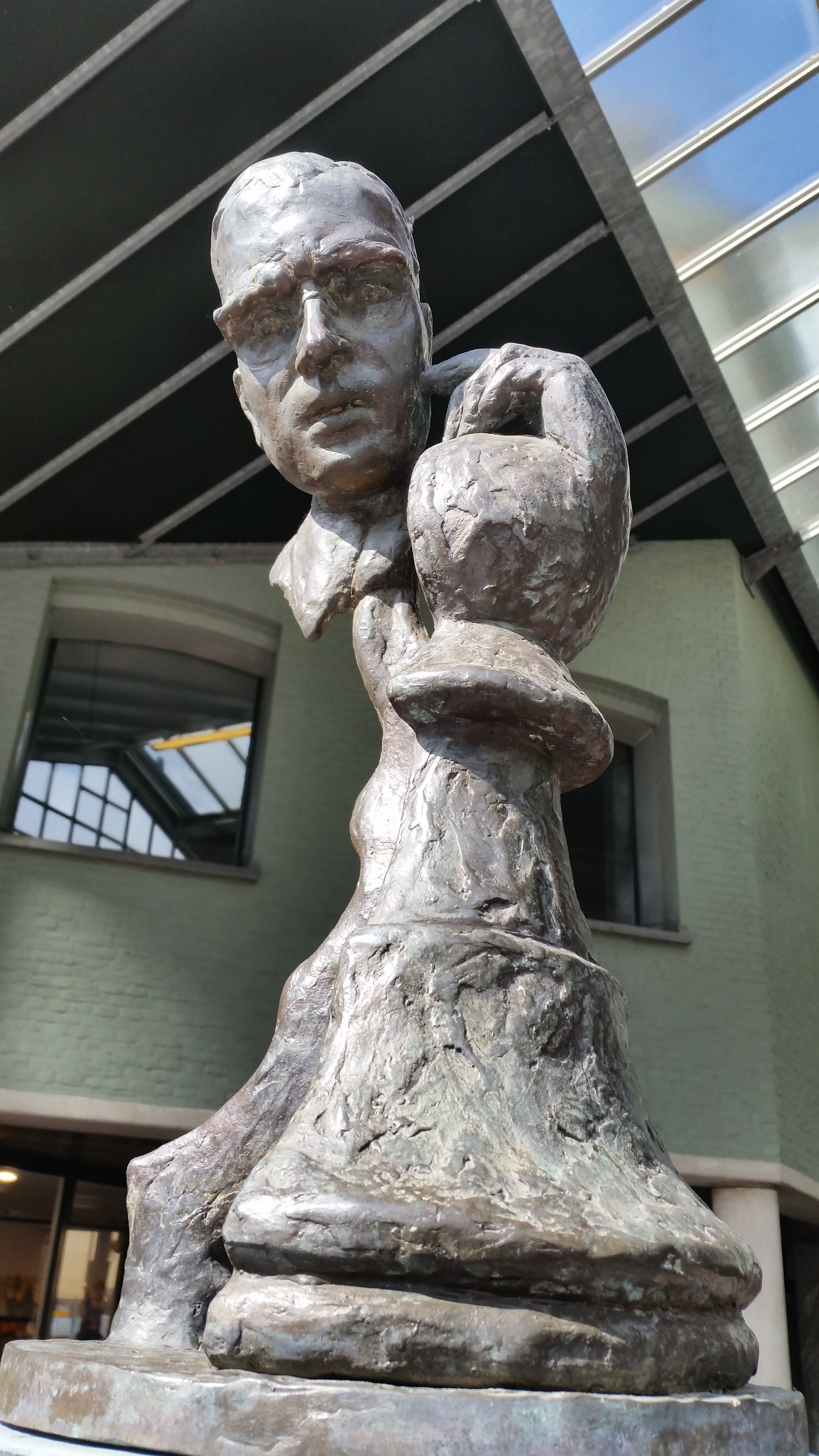
Beeld Max Euwe (september 2019)
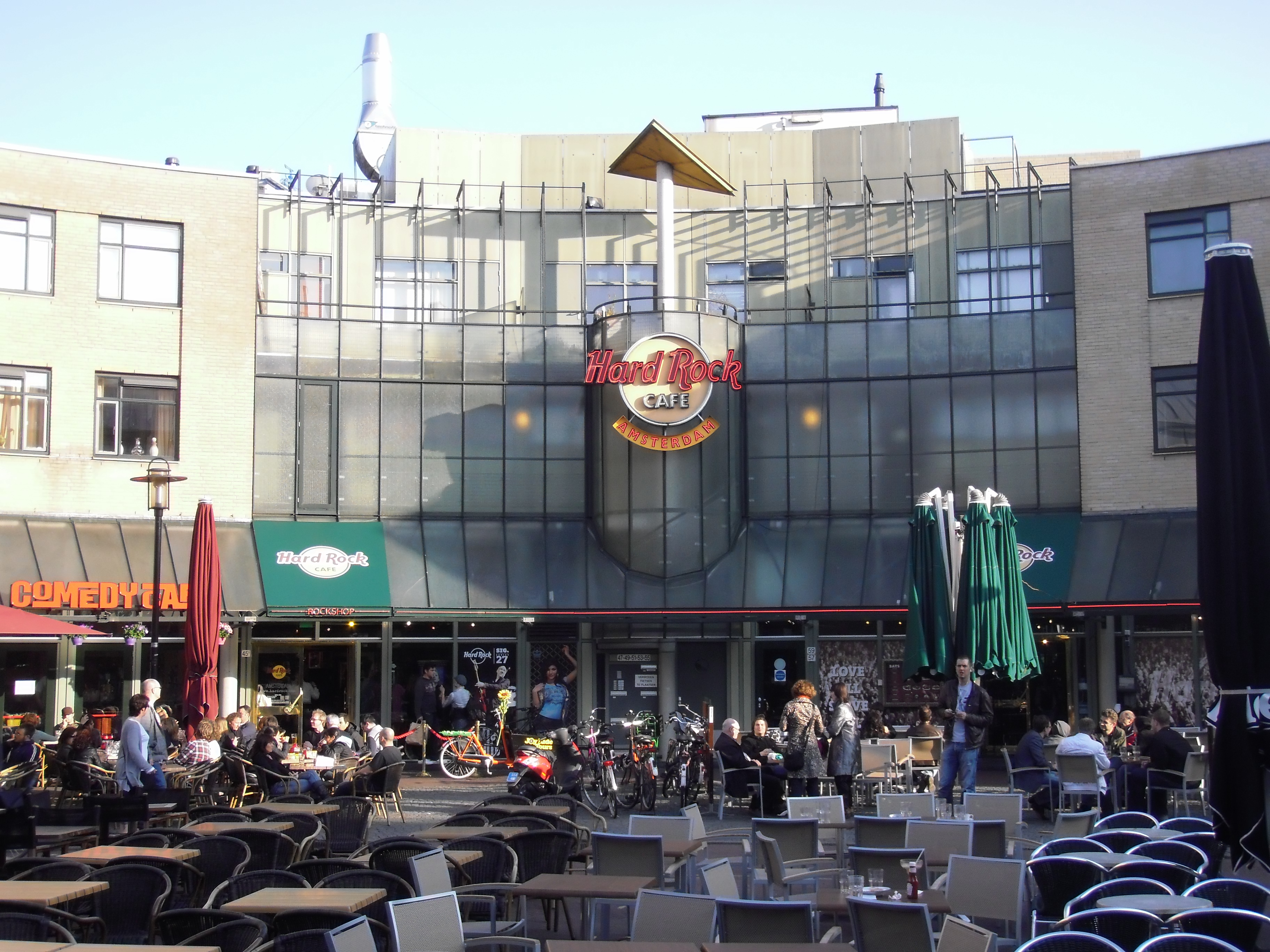
Hard Rock Café (juni 2019)
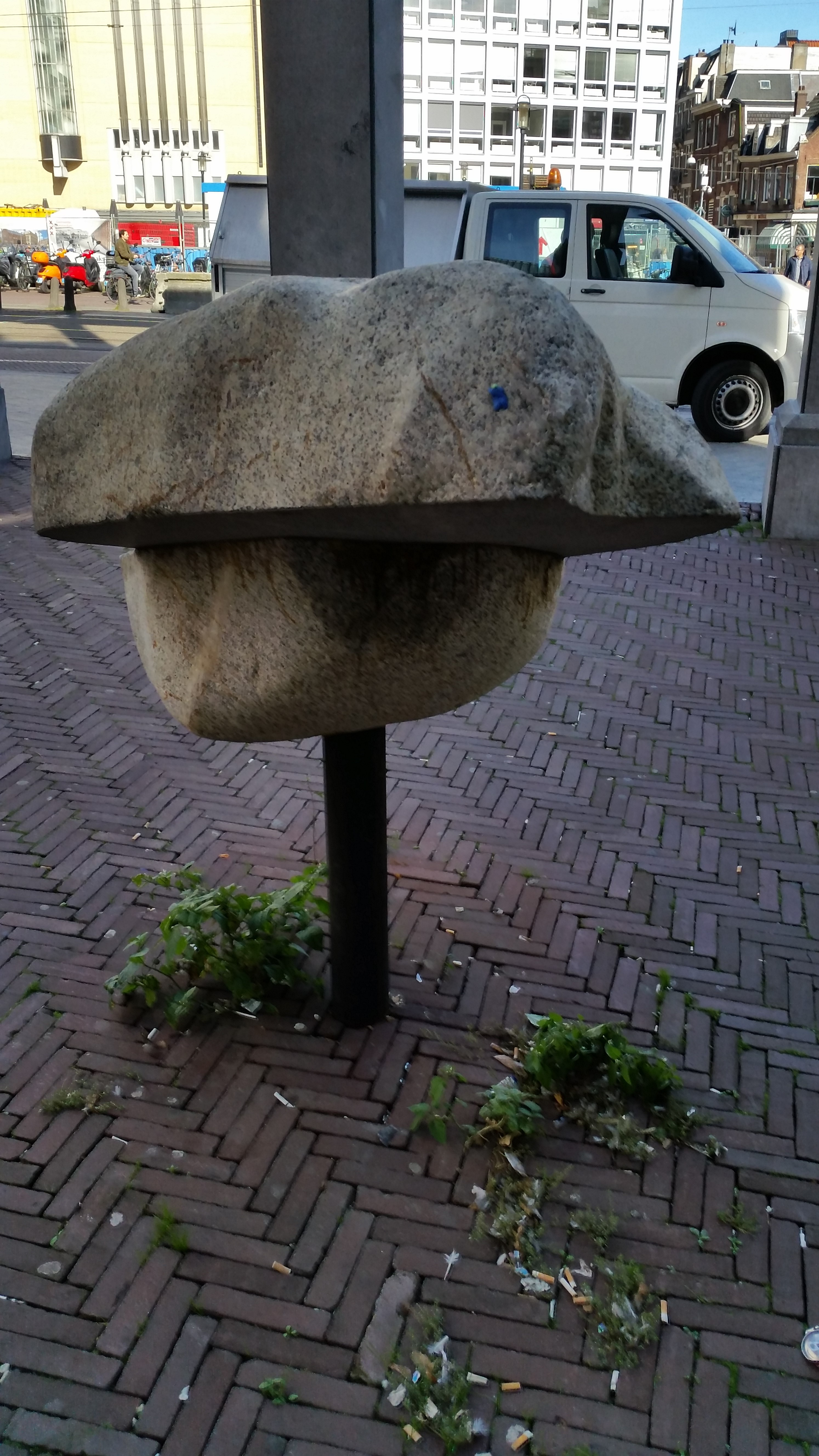
Gedenksteen van Zaanen (september 2018)